# Арилах (Вілюйський улус)
Арилах (рос. Арылах) — село у Вілюйському улусі Республіки Сахи Російської Федерації.
Населення становить 0 осіб. Належить до муніципального утворення Баппагаїнський наслег.

## Географія
Село розташоване на заході регіону, в східній частині Центрально-Якутської рівнини, поблизу кількох озер, найбільше з яких Туєрбан.
Відстань до улусного центру - міста Вілюйськ становить 230 км, до центру наслега - села Ілбенге - 22 км.

### Клімат
У населеному пункті, як і в усьому районі, клімат різко континентальний, з тривалим зимовим і коротким літнім періодами. Взимку погода ясна, з низькими температурами. Стійкі холоди взимку формуються під дією великого антициклону, що охоплює північно-східні і центральні улуси. Середня місячна температура повітря в січні знаходиться в межах від -28˚С до -40˚С.

## Історія
Згідно із законом від 30 листопада 2004 року органом місцевого самоврядування є Баппагаїнський наслег.

## Населення
| 2002 | 2010 |
| ---- | ---- |
| 0    | →0   |